# اتو لوبل
اتو لوبل (انگلیسی: Otto Löble; ۲۷ اکتبر ۱۸۸۸ – ۲۹ مهٔ ۱۹۶۷) بازیکن فوتبال اهل آلمان بود.
از باشگاه‌هایی که در آن بازی کرده‌است می‌توان به باشگاه فوتبال آینتراخت فرانکفورت اشاره کرد.
وی همچنین در تیم ملی فوتبال آلمان بازی کرده‌است.

## یادکرد ویکی‌پدیا
- مشارکت‌کنندگان ویکی‌پدیا. «Otto Löble». در دانشنامهٔ ویکی‌پدیای انگلیسی، بازبینی‌شده در ۱۳ آوریل ۲۰۲۲.